# 갤럭시아머니트리
갤럭시아머니트리(영어: Galaxia Moneytree)는 서울특별시 강남구 광평로 281 수서빌딩 15층 (수서동)에 본사를 둔 금융 플랫폼 기업이다.

## 사업
신한투자증권, 유진투자증권과 블록체인 기반의 항공기 엔진 신탁수익증권 거래 유통 서비스를 제공한다.또한 대한민국 최초로 휴대폰 결제 서비스를 도입하였다.

## 같이 보기

### 경쟁사
- 다날
- 페이레터
- KG모빌리언스
- NHN KCP